# Canatha confutalis
Canatha confutalis là một loài bướm đêm trong họ Noctuidae.